# Pattenhofen

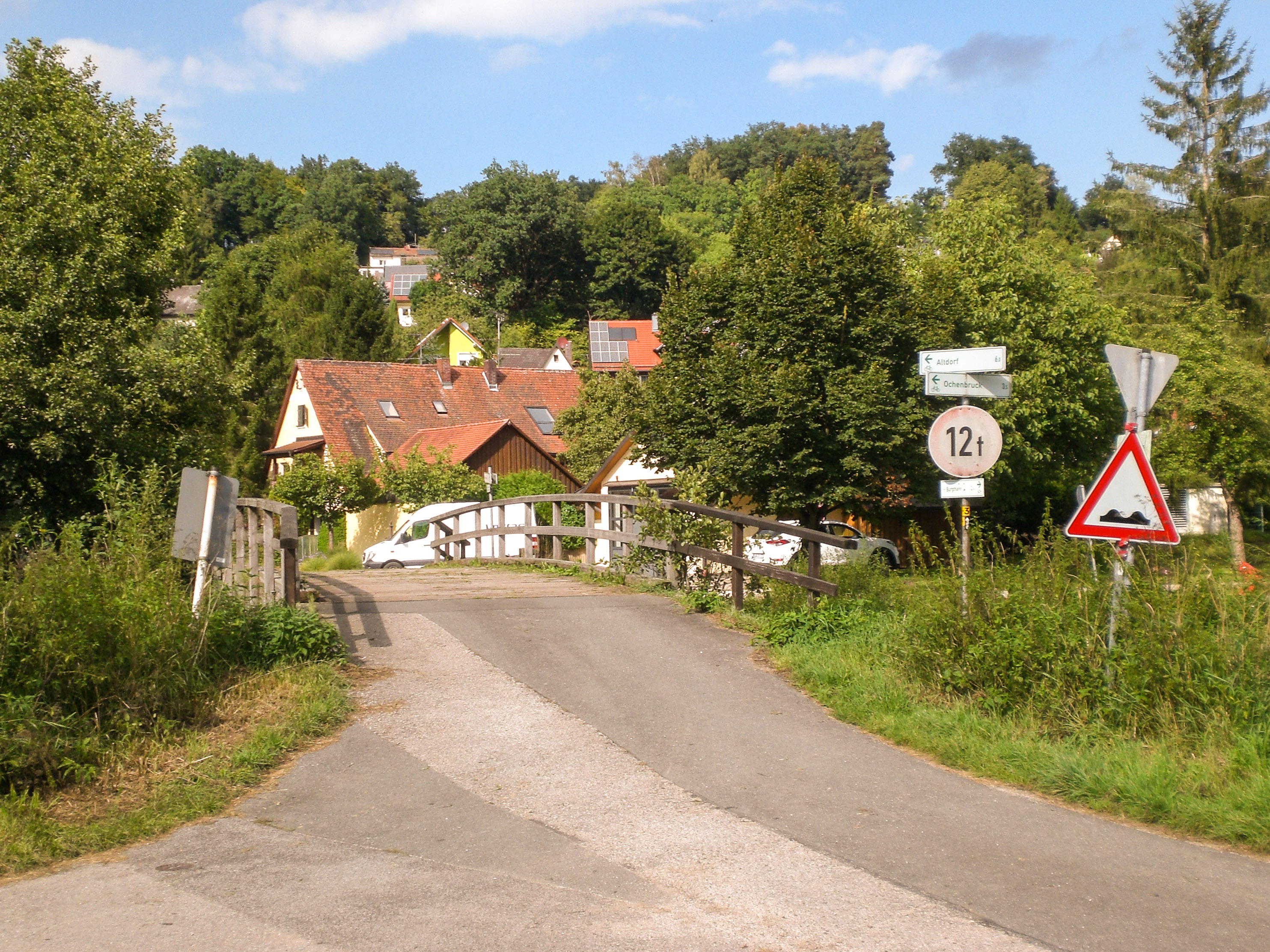
Pattenhofen, Sicht von Süden

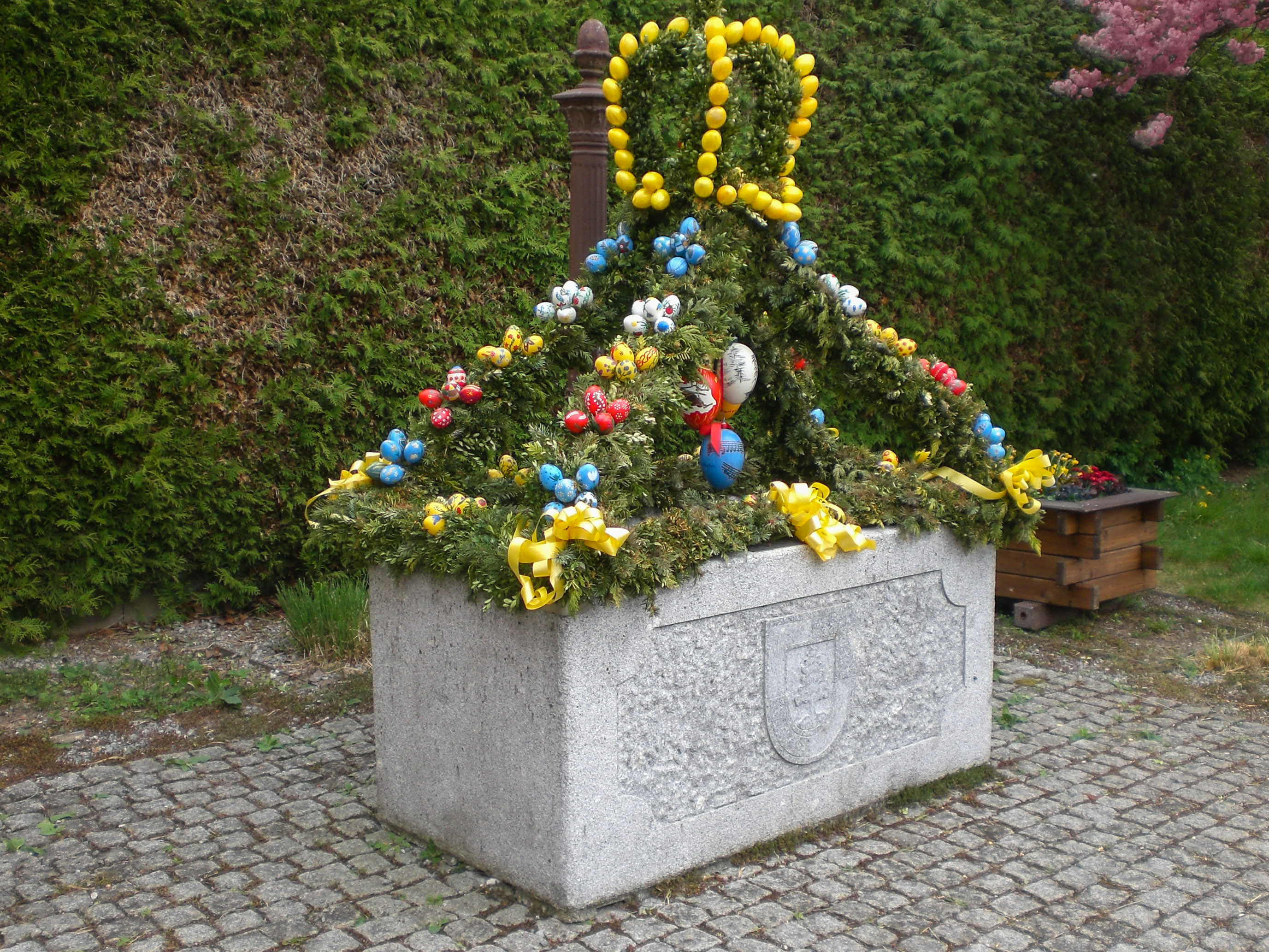
Osterbrunnen in Pattenhofen, 2019

Pattenhofen ist ein Gemeindeteil der Gemeinde Burgthann im Landkreis Nürnberger Land (Mittelfranken, Bayern). Pattenhofen liegt in der Gemarkung Burgthann.

## Geografische Lage
Das ländlich geprägte Dorf liegt an der im Tal der Schwarzach verlaufenden Staatsstraße 2401 zwischen Burgthann (1,2 km östlich) und Ochenbruck (3 km westlich). Eine Gemeindeverbindungsstraße führt nach Altenthann (0,8 km nördlich).

## Geschichte
Wahrscheinlich wurde Pattenhofen bereits im 10. Jahrhundert gegründet. Der Name des Dorfes geht auf den Personennamen Patto oder Patufried zurück. Der Ort wurde 1289 als „Hof des Patufrid“ erstmals urkundlich erwähnt. Im 16. Jahrhundert waren neun Anwesen verzeichnet.
An den Hängen des Tales wurden früher Hopfen- und Weinbau und die Zeidlerei betrieben. Der Kirchgang der Einwohner erfolgte bis 1610 nach Altdorf. Danach fanden die Gottesdienste in der Kirche von Altenthann statt.
Während es Dreißigjährigen Krieges wurde der Ort 1634 schwer von der Pest heimgesucht.
Die Gemeindezugehörigkeit war lange ein Problem. So gehörten vor 1806 die Gebiete nördlich der Schwarzach zur Reichsstadt Nürnberg und die südlichen Gebiete zum Fürstentum Ansbach. Die Höfe gehörten damit zu Nürnberg und die Äcker und Felder zu Ansbach, was häufig zu Streitigkeiten führte. Mit dem Gemeindeedikt (frühes 19. Jahrhundert) wurde der gesamte Ort Pattenhofen dem Steuerdistrikt Altenthann und der Ruralgemeinde Altenthann zugewiesen. Im Zuge der Gebietsreform in Bayern wurde die Gemeinde am 1. Januar 1972 nach Burgthann eingegliedert. Dem ist eine Bürgerabstimmung vorausgegangen, die einstimmig für die Eingemeindung nach Burgthann ausfiel.

### FelsenkellerBumberer

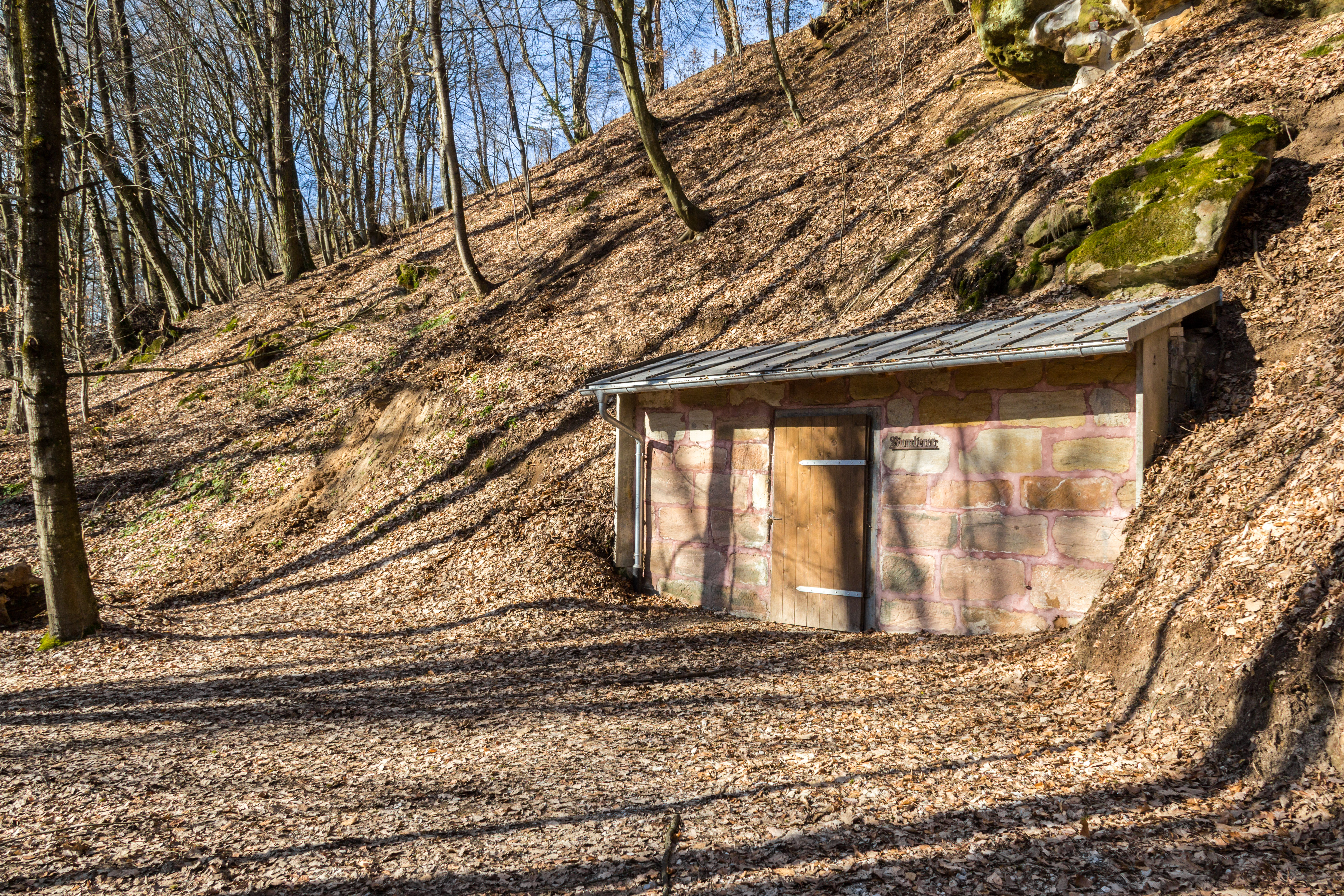
Felsenkeller Bumberer

Der Felsenkeller Bumberer befindet sich etwa 500 Meter nordöstlich von Pattenhofen. Der in den Sandstein getriebene Felsenkeller gehörte bis 1963 zum abgegangenen Pattenhofener „Gasthaus zum Felsenkeller“.
Er wurde als Lager- und Sommerkeller genutzt. Wegen der durch einen Widder erzeugten Geräuschentwicklung einer nahen Quellpumpe, wurde der Keller im Volksmund Bumberer (bumbern für klopfen) genannt. In den 2010ern wurde der Keller restauriert und zweimal für lokale Veranstaltungen genutzt. Der Plan einer dauerhaften Revitalisierung wurde aufgegeben. Der Keller ist in Privatbesitz und versperrt.

### Quelle beimBumberer

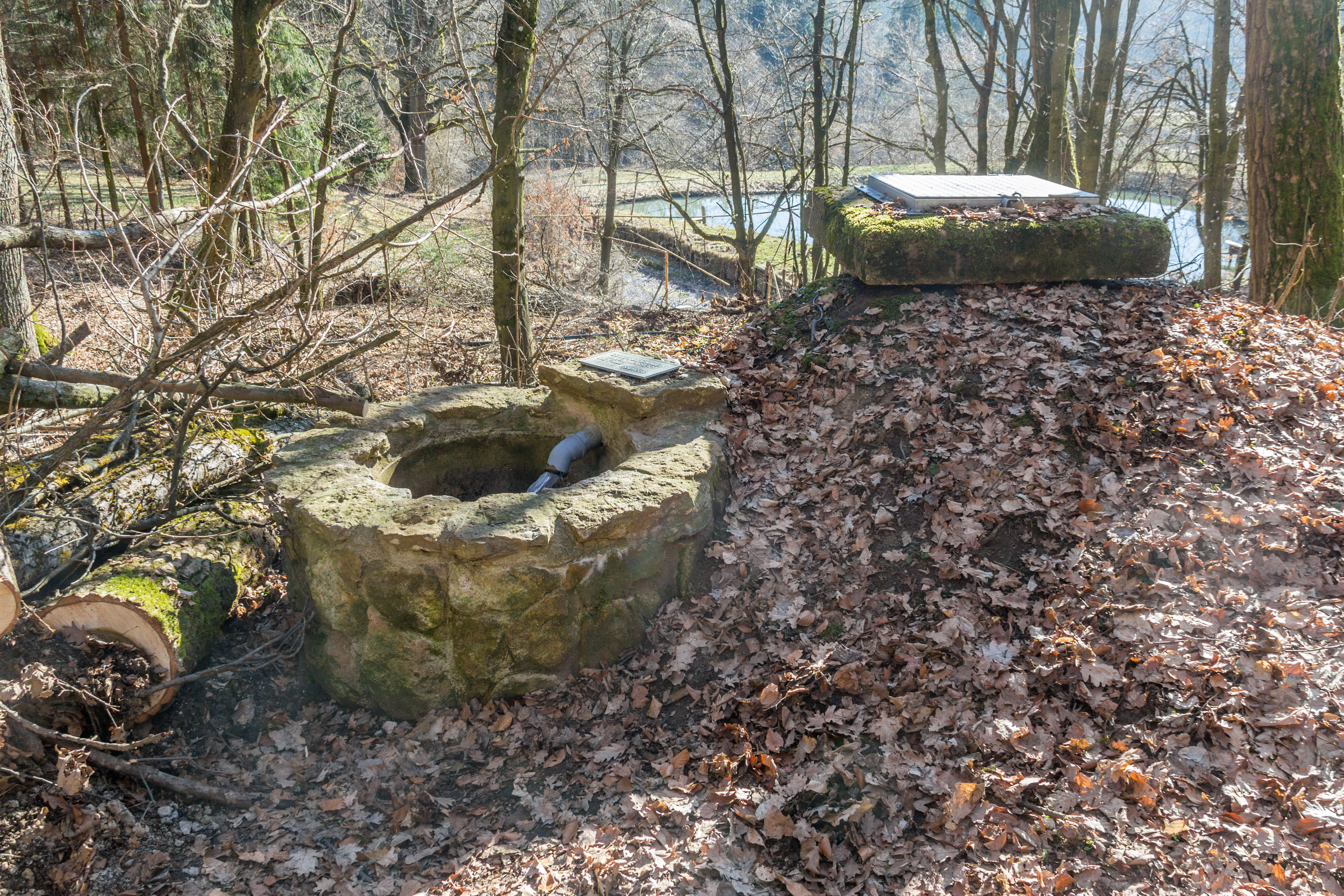
Quelle beim Bumberer

Unmittelbar am Felsenkeller befindet sich eine Schichtquelle. Die ergiebig schüttende und 1920 gefasste Quelle diente der Wasserversorgung der Altenthanner Bauernhöfe. Zu den höher gelegenen Höfen wurde das Wasser mittels zweier Widder hochgepumpt. Heute entwässert die Quelle in einen kleinen Bach, der nach 100 Metern in einen Teich mündet. Der Abfluss des Teichs entwässert anschließend nach 200 Metern in die Schwarzach.

## Baudenkmäler
Ein Anwesen ist vom Bayerischen Landesamt für Denkmalpflege als Baudenkmal ausgewiesen.